# Abertura de Game of Thrones
A abertura da série de televisão Game of Thrones é introduzida em todos os episódios. Ela serve como um guia para a paisagem física do mundo de Game of Thrones e muda de acordo com os locais visitados no episódio específico apresentados. Foi criada pela Elastic para a HBO e é acompanhada por uma música-tema composta por Ramin Djawadi.
A abertura retrata um mapa tridimensional do mundo ficcional da série, projetado em uma terra côncava e iluminado por um pequeno sol contido em uma armilla (ou astrolábio esférico) que representa metaforicamente grandes eventos na história fictícia, o mundo no centro da esfera. À medida que a câmera passa pelo mapa e se concentra nos locais onde ocorrem os eventos do episódio, mecanismos complicados de mecanismo de relógio fazem com que prédios e outras estruturas saiam do mapa e se desdobrem. Enquanto isso, os nomes do elenco principal (com os símbolos das famílias dos personagens ao lado dos nomes) e a equipe criativa são exibidos. A abertura termina após cerca de um minuto e meio com o título da série e breves créditos de abertura, indicando os escritores e diretores do episódio.
O diretor de criação Angus Wall, o diretor de arte Robert Feng, o animador Kirk Shintani e o designer Hameed Shaukat receberam o prêmio Primetime Emmy de Melhor Design de Título por seu trabalho. A abertura foi classificada como uma das melhores aberturas da TV de todos os tempos.

## Descrição
A abertura consiste em um mapa tridimensional do mundo, com os continentes de Westeros e Essos localizados na superfície interna de uma esfera. Os mapas usados são os de Westeros e Essos que precedem os romances da série de livros. No centro da esfera há uma esfera armilar heliocêntrica. A abertura serve como um guia para a paisagem física do mundo de Game of Thrones, e os detalhes da abertura mudam a cada episódio, dependendo dos locais visitados, e novos locais podem ser adicionados em cada temporada.
A sequência de cada episódio abre com um close-up do sol e da esfera que o rodeia. Representações de relevo da história do mundo ficcional são visíveis na esfera, como a Perdição de Valíria, a Conquista de Aegon e a ascensão da Casa Baratheon, que aparecem em vários pontos da sequência. A câmera então passa por diferentes partes do mapa, nas quais diferentes locais do mundo fictício são mostrados. Muitas das cidades e edifícios nesses locais aparecem fora do chão usando mecanismos de relógio. Outros elementos, como a árvore weirwod em Winterfell e o Horse Gate em Vaes Dothrak, também são adicionados em vários locais. As localizações mostradas variam dependendo das localizações visitadas naquele episódio em particular, e três ou quatro variações da sequência do título são mostradas em cada temporada. No entanto, devido o litime de tempo para a abertura, não mais do que seis locais podem ser mostrados em qualquer episódio. Além disso, devido à sua importância na série, todo episódio apresenta King's Landing, Winterfell, a Muralha e o local onde Daenerys se encontra, independentemente de algum desses locais aparecer ou não nesse episódio.
Os símbolos das famílias reinantes são adicionados a cada localidade; por exemplo, o símbolo da casa Baratheon em Porto Real e o lobo Stark em Winterfell. Os nomes do elenco também são mostrados juntos com o símbolo correspondente da casa que seus personagem retratam. O símbolo pode mudar dependendo do enredo, por exemplo, o símbolo do homem esfolado é exibido sobre Winterfell quando a mesma foi tomada pelos Boltons, mas ele reverte para o símbolo do lobo Stark depois de ser recapturado pelos Starks. Outros eventos na série também são refletidos na sequência do título. Por exemplo, depois que Winterfell é queimada, a fumaça é exibida saindo dele. O logo de Game of Thrones aparece sobre o armilla no final.
A HBO lançou um vídeo interativo de 360 graus da abertura na sexta temporada.
Enquanto os locais apresentados mudam de episódio para episódio, o design geral e a rota da sequência permanecem mais ou menos semelhantes. No entanto, na oitava temporada, a abertura recebeu uma grande reformulação para denotar a chegada do Inverno e a mudança no enredo. Nesta nova versão, o primeiro local mostrado é a Muralha derrubada em vez de Porto Real, e desce para as cidades ao sul da muralha seguindo o caminho do exército do Rei da Noite. As áreas internas dos dois locais principais são mostrados pela primeira vez: as criptas de Winterfell e a Fortaleza Vermelha em Porto Real, bem como a sala do trono. A aparência da armilla e os eventos representados nela também mudam com os eventos das temporadas anteriores, como a queda do Muro.

## Localizações
Lista das cidades de Westeros e Essos apresentadas na abertura:

### Westeros
- Porto Real (temporadas 1–8)
- Winterfell (temporadas 1–8)
- A Muralha (temporadas 1–8)
- Atalaialeste (7ª temporada)
- Pedra do Dragão (temporadas 2–4; 7)
- Harrenhal (temporadas 2–3)
- Pyke (temporadas 2; 6–7)
- As Gêmeas (temporadas 1; 3; 6–7)
- Fosso Cailin (temporadas 4–5)
- Forte do Pavor (4ª temporada)
- Dorne (temporadas 5–6)
- Ninho da Águia (temporadas 1; 5–6)
- Correrio (temporadas 3; 6)
- Vilavelha (7ª temporada)
- Última Lareira (8ª temporada)

### Essos
- Pentos (temporadas 1;5)
- Vaes Dothrak (temporadas 1–2; 6)
- Qarth (2ª temporada)
- Astapor (3ª temporada)
- Yunkai (3ª temporada)
- Meeren (temporadas 4–6)
- Braavos (temporadas 4–6)

## Concepção e produção
A abertura foi criada por três equipes: seu design, que forma a maior parte do projeto, foi feito pela Elastic, a computação gráfica da a52 e a abertura editada pela Rock Paper Scissors. A Elastic já havia criado as aberturas para Rome, Big Love e Carnivale para a HBO, e eles foram abordados por Carolyn Strauss da HBO, com quem trabalharam nesses shows, para criar a sequência do título de Game of Thrones Angus Wall, o chefe da empresa de design de títulos Elastic, se reuniu com Strauss, os showrunners David Benioff e Dan Weiss, e o produtor Greg Spence para discutir o projeto por volta de um ano antes da estreia na série.
Quando o primeiro episódio foi feito pela primeira vez, percebeu-se que a geografia do mundo imaginário de Westeros e Essos poderia confundir os espectadores, e que os mapas poderiam ser úteis como guias de navegação para os telespectadores. Uma sugestão inicial era usar mapas animados como uma transição entre cenas para orientar os espectadores, mas essa ideia foi descartada, pois interromperia o fluxo narrativo. A ideia do mapa foi, portanto, movida para a abertura. Para o piloto original, os showrunners Benioff e Weiss inicialmente escreveram a abertura como um voo de um corvo de King's Landing a Winterfell; no entanto, a equipe de produção da Elastic achou que a ideia era muito plana e criou a ideia de usar modelos 3D dentro de uma esfera que representa o mundo da série. A esfera foi usada para evitar a questão do que poderia estar além do horizonte do mapa, e toda a esfera é iluminada pelo sol no meio. De acordo com Angus Wall, a abertura tinha "uma função concreta no mundo da série, na qual que serve como uma lenda como o mapa no início de um livro de fantasia orienta você". A abertura informa os espectadores sobre os locais da série relevantes para cada episódio e tem algumas mudanças para refletir as histórias do programa e as alterações nesse mundo.
Sobre o uso de um armilar e modelos com partes móveis, o produtor Greg Spence explicou que Angus Wall na Elastic surgiu com "uma visão de um monge louco, em uma torre em algum lugar", que estava de alguma forma acompanhando toda essa ação. Ele então formaria pequenos autômatos com os materiais que estariam disponíveis em seu mundo. Eles seriam de pedra, estanho ou madeira, e tudo se sentiria muito artesanal. A ideia é, portanto, que tudo na sequência do título poderia ser criado com martelo, serra e cinzel, e operado com engrenagens. As engrenagens giratórias deveriam ser uma reminiscência das invenções de Leonardo da Vinci.
A equipe de design recebeu uma lista dos locais onde a ação poderia ocorrer em cada episódio depois que as gravações foram concluída, e eles tinham cerca de 3 meses para criar a abertura. Os conceitos, incluindo detalhes como o maquinário usado, foram primeiramente esboçados à mão e os modelos foram criados com computação gráfica.

## Tema deGame of Thrones
A música-tema que acompanha a abertura foi composta por Ramin Djawadi. A equipe de produção mostrou a abertura em que estavam trabalhando para Djawadi, na qual ele se inspirou para criar a música para o "Tema de Game of Thrones" e terminou a música-tema três dias depois. Djawadi disse que os showrunners Benioff e Weiss queriam que a música-tema fosse sobre uma jornada que reflete a variedade de locais e personagens do show.

## Paródia
O episódio de Os Simpsons, "Exit Through the Kwik-E-Mart", parodiou a abertura de Game of Thrones, com prédios famosos da cidade de Springfield subindo do chão enquanto os personagens assistem, vestidos em trajes estilo Game of Thrones. A Muralha é substituída pelo "Sofá" monolítico no final da sequência. Uma versão da abertura também foi recriada com os biscoitos Oreo.

## Prêmios
A equipe de design por trás da abertura, Angus Wall, o diretor de arte Rob Feng, o designer Hameed Shaukat e o supervisor de CG Kirk Shintani ganharam uma Creative Arts Emmy Awards em 10 de setembro de 2011.